# Оге Гарейде
Оге Фрітйоф Гарейде (норв. Åge Fridtjof Hareide, нар. 23 вересня 1953, Гарейд, Норвегія) — норвезький футболіст, що грав на позиції півзахисника. По завершенні ігрової кар'єри — тренер.
Як тренер провів усю кар'єру у Скандинавії, виграючи чемпіонат Швеції, Данії та Норвегії, а також кілька кубкових турнірів у цих країнах.

## Клубна кар'єра
У дорослому футболі дебютував 1970 року виступами за команду клубу «Годд», в якій провів п'ять сезонів, взявши участь у 37 матчах чемпіонату.
Своєю грою за цю команду привернув увагу представників тренерського штабу клубу «Молде», до складу якого приєднався 1976 року. Відіграв за команду з Молде наступні п'ять сезонів своєї ігрової кар'єри.
Згодом з 1981 по 1984 рік грав у складі команд клубів «Манчестер Сіті» та «Норвіч Сіті».
Завершив професійну ігрову кар'єру у клубі «Молде», у складі якого вже виступав раніше. Прийшов до команди 1984 року, захищав її кольори до припинення виступів на професійному рівні у 1987.

## Виступи за збірну
1976 року дебютував в офіційних матчах у складі національної збірної Норвегії. Протягом кар'єри у національній команді, яка тривала 11 років, провів у формі головної команди країни 50 матчів, забивши 5 голів.

## Кар'єра тренера
Розпочав тренерську кар'єру, ще продовжуючи грати на полі, 1985 року, очоливши тренерський штаб клубу «Молде».
В подальшому очолював команди клубів «Гельсінгборг», «Брондбю» та «Русенборг».
Згодом з кінця 2003 року тривалий час очолював тренерський штаб національної збірної Норвегії, яка під його керівництвом не змогла подолати відбір на ЧЄ-2004, відбір на ЧС-2006 та відбір на ЧЄ-2008. Наприкінці 2008 року, після невдалого старту збірної Норвегії у відбір на ЧС-2010, Гарейде пішов у відставку з позиції очільника національної команди.

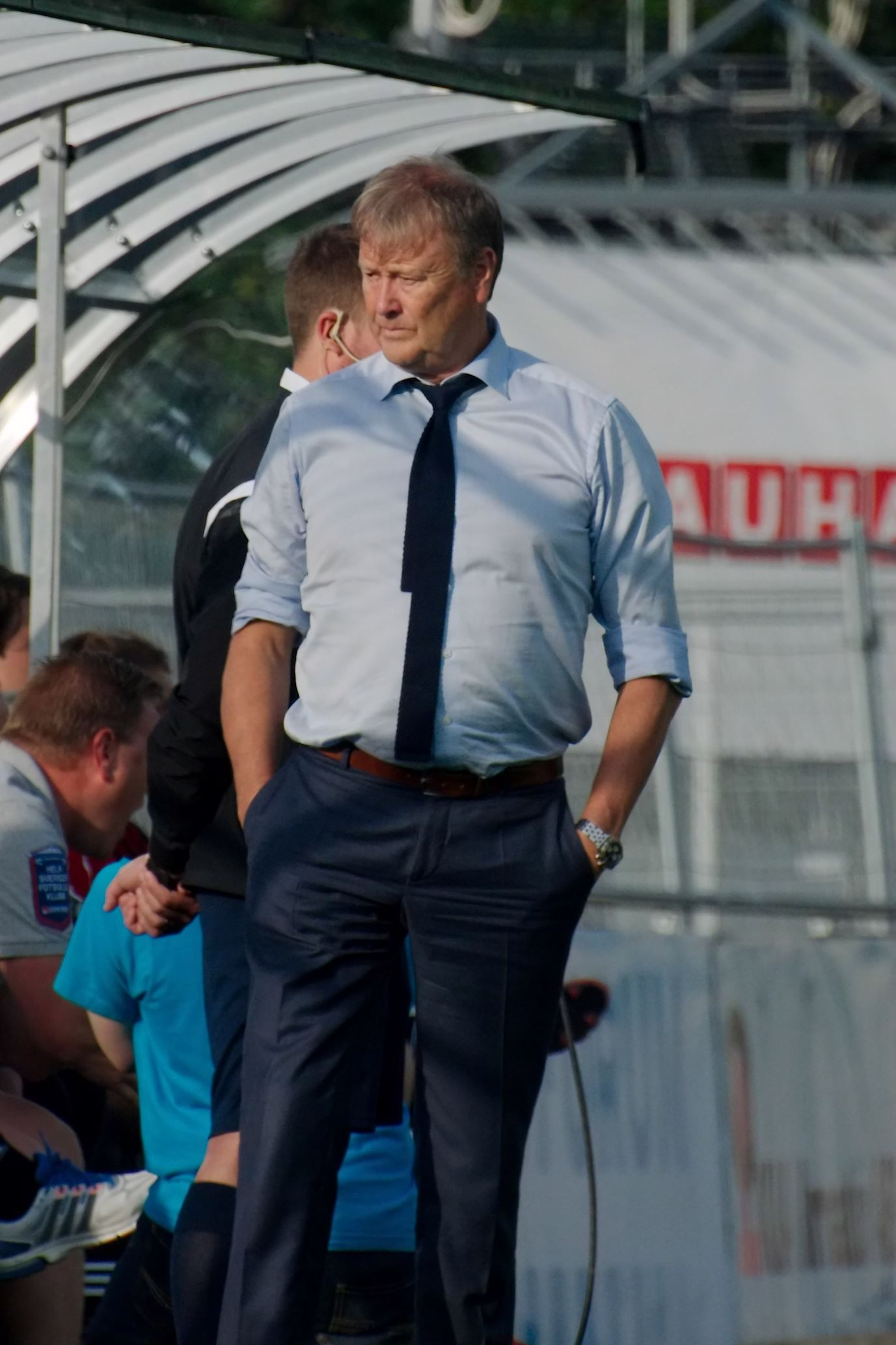
Оге Гарейде під час роботи з «Мальме». 2014 рік.

Влітку 2009 очолив шведський «Ергрюте», проте вже наприкінці того ж року повернувся на батьківщину, ставши головним тренером «Вікінга». Після двох дуже посередніх сезонів у виконанні «Вікінга» та досить невдало проведеної першої половини сезону 2012 року керівництво клубу ухвалило рішення про звільнення Гарейде. Відразу після звільнення очолив вже знайомий йому шведський «Гельсінгборг», щоправда на умовах піврічного контракту. Згодом у 2014–2015 роках тренував «Мальме».
З початку 2016 року очолив національну збірну Данії. Під його керівництвом данці кваліфікувалися на чемпіонат світу 2018, здолавши з рахунком 5:1 збірну Ірландії за сумою двох матчів. У фінальній частині світової першості команда Гарейде подолала груповий етап, утім вже на стадії 1/8 фіналу припинила боротьбу, поступившись у серії післяматчевих пенальті майбутнім фіналістам турніру хорватам.
Гарейде продовжив роботу зі збірною Данії, яка під його орудою успішно подолала відбір на Євро-2020. Згодом було оголошено, що після завершення фінальної частини континентальної першості норвезького спеціаліста на посаді головного тренера збірної Данії замінить Каспер Юльманн. Через пандемію коронавірусної хвороби 2019 турнір було перенесено з 2020 на 2021 рік, однак контракт Гарейде з Данським футбольним союзом все ж завершився наприкінці червня 2020 року.
18 серпня 2020 року він знову став головним тренером «Русенборга». У липні 2021 року стало відомо, що Гарейде вирішив піти з посади футбольного тренера після закінчення сезону у грудні того ж року.
6 вересня 2022 року став в.о головного тренера шведського клубу «Мальме» до кінця сезону. У жовтні 2022 року він заявив, що після завершення сезону піде з посади тренера.
14 квітня 2023 року став новим головним тренером національної збірної Ісландії.

## Тренерські досягнення
- Чемпіон Швеції: 1999, 2014
- Володар Кубка Швеції: 1997/98
- Володар Суперкубка Швеції: 2014
- Чемпіон Данії: 2001/02
- Чемпіон Норвегії: 2003
- Володар Кубка Норвегії: 1994, 2003